# Indywidualne Mistrzostwa Danii na Żużlu 2001
Indywidualne Mistrzostwa Danii na Żużlu 2001 – cykl turniejów żużlowych, mających na celu wyłonienie najlepszych żużlowców w Danii w sezonie 2001. Tytuł zdobył, jedyny raz w karierze, Hans Clausen.

## Finał
- Outrup – 18 maja 2001

| Msc. | Zawodnik            | Klub      | Pkt  |  |  |
| ---- | ------------------- | --------- | ---- |  |  |
| 1    | Hans Clausen        | Outrup    | 14   |  |  |
| 2    | Bjarne Pedersen     | Kaparna   | 12   |  |  |
| 3    | Jesper Bruun Jensen | Holsted   | 11+3 |  |  |
| 4    | Claus Kristensen    | Herning   | 11+2 |  |  |
| 5    | Nicki Pedersen      | Brovst    | 10   |  |  |
| 6    | Charlie Gjedde      | Holsted   | 9+3  |  |  |
| 7    | Kenneth Bjerre      | Herning   | 9+2  |  |  |
| 8    | Brian Andersen      | Herning   | 8    |  |  |
| 9    | Ronni Pedersen      | Slangerup | 7    |  |  |
| 10   | Gert Handberg       | Brovst    | 7    |  |  |
| 11   | Brian Karger        | Slangerup | 7    |  |  |
| 12   | Hans Andersen       | Brovst    | 5    |  |  |
| 13   | Tom Madsen          | Holsted   | 3    |  |  |
| 14   | Ronnie Henningsen   | Herning   | 3    |  |  |
| 15   | Henning Bager       | Holsted   | 1    |  |  |
| 16   | Mads Korneliussen   | Slangerup | 1    |  |  |